# Paseo Naciones Unidas
El Paseo Naciones Unidas es una importante avenida de sentido sur a norte ubicada en la ciudad de Managua, Nicaragua. Se extiende desde la Rotonda El Periodista en la Pista Juan Pablo II, hasta su cruce con la Pista Benjamín Zeledón, donde continúa como la 11.ª Avenida Suroeste.

## Trazado
La vía inicia al sur en la intersección con la Rotonda El Periodista (que conecta con la Pista Juan Pablo II) en el barrio Residencial Bolonia. Desde allí, avanza en dirección norte atravesando la Colonia Los Robles, cruza la intersección con la 25.ª Calle Suroeste y varias calles importantes como la Pista Juan Pablo II. Culmina en el futuro paso a desnivel con la Pista Juan Pablo II, donde continúa con el nombre de 11.ª Avenida Suroeste.

## Historia
Durante décadas, esta avenida fue conocida como **Paseo Luis A. Somoza**, en honor al expresidente nicaragüense. Sin embargo, después del terremoto de 1972 y cambios políticos posteriores, fue renombrada oficialmente como **Paseo Naciones Unidas**, nombre que permanece hasta hoy.

## Barrios que atraviesa
La avenida cruza por zonas residenciales y comerciales de alta actividad como:
- Colonia Los Robles
- Colonia Centroamérica
- Residencial Bolonia

## Puntos de interés
A lo largo del Paseo Naciones Unidas se encuentran edificios emblemáticos y zonas comerciales de relevancia:
- Edificio Pellas
- Universidad Nacional Casimiro Sotelo Montenegro
- Bancentro
- Plaza Robles